# 천주교 신주 교구
천주교 신주 교구(중국어: 天主教新竹教區, 라틴어: Dioecesis Hsinchuensis)는 타이완의 로마 가톨릭교회 교구이다.
1962년 천주교 타이베이 관구에 속한 교구로 설정되었다.

## 역대 교구장
- 두바오진(베드로) (1961년 3월 21일 - 1983년 6월 29일)
- 류셴탕(루카) (1983년 6월 29일 - 2004년 12월 4일)
- 류단구이(야고보) (2004년 12월 4일 - 2005년 5월 30일)
- 리커멘(요한) (2006년 4월 6일 - )

## 같이 보기
- 대만의 로마 가톨릭교회